# Élections locales nord-coréennes de 2019
Les élections locales nord-coréennes de 2019 ont lieu le 21 juillet 2019 afin d'élire les membres des assemblées populaires des provinces, des comtés (districts) et des villes (municipales) de Corée du Nord.
Les élections sont organisées dans le cadre d'un système à Parti unique, le pays étant explicitement « sous la direction du Parti du travail de Corée » par la constitution de 1972.

## Préparation
Le 10 juin 2019, le Présidium de l'Assemblée populaire suprême a publié un rapport annonçant l'élection des comités populaires locaux prévue le 21 juillet 2019.
Le 13 juin 2019, le Présidium de l'Assemblée populaire suprême a rendu la décision no 7 qui a organisé un comité central d'orientation des élections pour les élections de l'Assemblée populaire locale composé de Thae Hyong-chol en tant que président, Kim Phyong-hae en tant que vice-président, Jong Yong-guk en tant que secrétaire, et Choe Pu-il, Kim Yong-ho, Pak Chol-min, Jo Yong-gil, Kim Chang-yop et Jang Chun-sil en tant que membres.
Le 22 juin 2019, Rodong Sinmun a annoncé que des circonscriptions et des sous-circonscriptions pour l'élection avaient été organisées.
Le 24 juin 2019, Rodong Sinmun a annoncé que des comités électorales de circonscription et de sous-circonscription avaient été organisées.
Le 7 juillet 2019, Rodong Sinmun a signalé que les comités électoraux des circonscriptions et des sous-circonscriptions avaient affiché des listes d'électeurs éligibles pour l'élection.
Le 20 juillet 2019, Rodong Sinmun a indiqué que la nomination et l'enregistrement des candidats avaient été achevés le 17 juillet 2019, que les profils des candidats aux élections avaient été affichés dans toutes les circonscriptions et que des bureaux de vote avaient été installés.

## Déroulement
Le vote a commencé à 9 h, heure locale, le Comité central d'orientation des élections (중앙선거지도위원회) signalant que le taux de participation avait atteint 72,07 % à 12 h, heure locale.
Le Comité central d'orientation des élections a indiqué que le taux de participation avait atteint 99,98 % à la fin du scrutin.
Kim Jong-un aurait voté pour Ju Song-ho et Jong Song-sik dans la sous-circonscription no 94 de la circonscription no 201 de la province du Hamgyŏng du Sud.

## Résultats
Le Comité central d'orientation des élections a déclaré dans un rapport du 22 juillet que 27 876 députés des Assemblées populaires locales avaient été élus, tous recevant 100 % des voix.